# Заповідник Рахусте
Запові́дник Рахусте (ест. Rahuste looduskaitseala) — природний заповідник, розташований на острові Сааремаа, що на заході Естонії. Створений 3 квітня 1965 року як пташиний заказник Оосламаа площею 689,5 га, реорганізований в сучасному статусі й назві в 2007 році. Основні об'єкти охорони в ньому — морські птахи, їхні оселища, а також інша фауна і флора прибережних лук. Загальна площа охоронюваної зони становить 692,1 га, з яких 508,6 га припадають на акваторію, 183,5 га — на суходіл.
Заповідник Рахусте розташований на заході Естонії, в повіті Сааремаа, в межах однойменній волості. Його суходільна частина обіймає на крайньому півдні острова Сааремаа земельні угіддя приморських сіл Тіїріметса і Рахусте. Власне, від останнього населеного пункту і походить назва цієї природоохоронної установи.
Рельєф природного заповідника Рахусте рівнинний. Природні ландшафти представлені прибережними луками і мілководною частиною Балтійського моря. Заповідні терени лежать в східнобалтійській зоні тектонічних зрушень. Тут відбувається повільне підняття земної кори, внаслідок чого мілководні затоки перетворюються на реліктові озера, а частина морського дна осушується. Також в акваторії заповідника інтенсивно відкладаються донні осади. Ці геологічні процеси становлять науковий інтерес нарівні з пташиним світом Рахусте.
Оскільки заповідник має орнітологічну спеціалізацію, рослинність на його території ретельно не досліджена. З рідкісних представників флори тут поки що виявлений тільки содник приморський, взятий в Естонії під охорону. Натомість птахи в заповіднику Рахусте чисельні як на гніздуванні, так і, особливо, на прольотах. Найбільші зграї утворюють казарки білощокі, крячки полярні, коловодники звичайні та пісочники великі — вони і є основними об'єктами охорони та спостережень. Крім того, для розмноження у заповіднику залишаються менш чисельні пернаті, такі як крячки каспійські, мартини чорнокрилі, чоботарі. Особливий науковий інтерес становлять побережники чорногруді, представлені у заповідній орнітофауні рідкісним балтійським підвидом (Calidris alpina schinzii).
Заповідник Рахусте займає непересічне місце в мережі природоохоронних територій, де відпочивають і годуються перелітні птахи. В Естонії його територія одна з найкраще збережених і репрезентативних.
Основні представники орнітофауни заповідника Рахусте